# Кулашин, Энвер
Энвер Кулашин (босн. Enver Kulašin; род. 11 сентября 2003 года, Травник, Босния и Герцеговина) — боснийский футболист, вингер турецкого клуба «Газиантеп» и сборной Боснии и Герцеговины.

## Клубная карьера
Воспитанник академий «Радника» из Биелины и «Спорт Превента», в 2018 году перешёл в академию столичного «Железничара», летом 2021 года присоединился к «Борацу» из Баня-Луки. Дебютировал 17 июля в гостевом матче против своего предыдущего клуба, заменив на 63-й минуте Стояна Враньеша и сравняв счёт на 88-й. 22 июля дебютировал в еврокубках, заменив на 67-й минуте Александара Войновича в гостевом матче второго квалификационного раунда Лиги конференций против «Линфилда». 4 марта 2024 года продлил контракт с клубом. В том сезоне помог «Борацу» выиграть третье чемпионство в истории. 24 июля 2024 года в гостевом матче второго квалификационного раунда Лиги чемпионов против «ПАОКа» забил первый гол в еврокубках. 16 октября в гостевом матче против «Игмана» оформил первый в карьере дубль. В том сезоне «Борац» квалифицировался в общий этап Лиги конференций. 24 октября вышел в стартовом составе на матч против «АПОЭЛа». Он стал для Кулашина 16-м в еврокубках, что сделало вингера рекордсменом клуба по матчам в континентальных турнирах. 12 декабря вышел в стартовом составе на домашний матч против добойской «Слоги» и забил гол; эта игра стала для Кулашина 100-й в составе «Бораца». Сезон 2024/25 стал для игрока самым результативным в карьере: в 51 матче во всех турнирах забил 12 голов и отдал 5 голевых передач. Всего за клуб сыграл 132 игры, забив 19 голов.
27 июля 2025 года перешёл в турецкий «Газиантеп», подписав трёхлетний контракт с опцией продления ещё на год.

## Карьера в сборной
Выступал за молодёжные национальные сборные разных возрастов. В составе сборной до 19 лет принимал участие в отборе к Евро 2022, в составе сборной до 21 года — в отборе к Евро 2023 и к Евро 2025. В октябре 2024 года впервые был вызван в основную сборную на матчи Лиги наций против сборных Германии и Венгрии, но не вышел на поле. Дебютировал 10 июня 2025 года в товарищеском матче против сборной Словении, заменив на 61-й минуте Амара Мемича.

## Достижения
«Борац» Баня-Лука
- Чемпион Боснии и Герцеговины: 2023/24